# كامبل جاكسون
كامبل جاكسون (بالإنجليزية: Campbell Jackson)‏ هو لاعب دارت بريطاني، ولد في 20 يونيو 1984 في أيرلندا الشمالية في المملكة المتحدة.

## وصلات خارجية
- كامبل جاكسون على موقع DartsDatabase.co.uk (الإنجليزية)